# Alenka Bratušek
Alenka Bratušek, född 31 mars 1970 i Celje, är en slovensk politiker. 
Alenka Bratušek var Sloveniens premiärminister mellan mars 2013 och september 2014. Hon var partiledare för Pozitivna Slovenija mellan januari 2013 och april 2014. Hon var det första kvinnliga premiärministern i Slovenien och den första kvinnan i landet att leda ett större parti.
Den slovenska regeringen nominerade Bratušek 2014 till ledamot av Europeiska kommissionen. Kommissionens tillträdande ordförande Jean-Claude Junker tillkännagav den 10 september 2014 att hon skulle tilldelas posten som vice ordförande och kommissionär med ansvar för energifrågor. Efter utfrågningar i utskottet för industrifrågor, forskning och energi stod det dock klart i oktober 2014 att Bratušek saknade tillräckligt stöd från Europaparlamentet. Med anledning av detta tvingades hon träda tillbaka och som ersättare nominerade den slovenska regeringen Violeta Bulc.